# رياضات المكفوفين في الكاميرون
تشمل الرياضات المخصصة للمكفوفين في الكاميرون مجموعة متنوعة من الألعاب مثل كرة الهدف، كرة القدم، ألعاب القوى، المصارعة الأفريقية، الجودو، وكرة القدم الخماسية. بدأت الرياضات المخصصة للمكفوفين في البلاد في العقد الأول من القرن الحادي والعشرين، حيث بدأت الكاميرون في المشاركة في المسابقات الوطنية والدولية، وكذلك استضافة ورش العمل التي تهدف إلى تعزيز هذه الرياضات.
في عام 2010، تم إقرار قانون جديد يهدف إلى زيادة الوصول للأشخاص ذوي الإعاقة، بما في ذلك جعل المباني أكثر قابلية للوصول للأفراد ذوي الإعاقة، وذلك من خلال تطبيق إجراءات تهدف إلى ضمان إمكانية وصولهم إلى مختلف المرافق والأنشطة.
تتم إدارة الرياضة للمكفوفين في الكاميرون من قبل الاتحاد الرياضي الكاميروني للمكفوفين. تم تأسيس هذه المنظمة في عام 1999 كجمعية رياضية تهدف إلى خدمة المكفوفين وضعاف البصر في الكاميرون. الاتحاد هو عضو في الاتحاد الدولي للرياضات المكفوفين واللجنة البارالمبية الكاميرونية. كما تحظى الرياضة للمكفوفين في الكاميرون أيضًا بدعم من الأندية والجمعيات مثل نادي الشباب المكفوفين في الكاميرون وياوندي.

## التاريخ
تاريخيًا، تم ممارسة عدد من الرياضات للمكفوفين في الكاميرون، بما في ذلك كرة الهدف وكرة القدم للمكفوفين وألعاب القوى والمصارعة الأفريقية والجودو.
لعبت لعبة توربول في الكاميرون لسنوات عديدة، كما لعبتها أيضًا العديد من الدول الأفريقية الأخرى في المنطقة، بما في ذلك تونس والجزائر ونيجيريا. وصلت لعبة كرة الهدف متأخرًا إلى مجتمع الرياضة للمكفوفين في الكاميرون، حيث تم تقديم هذه الرياضة في العقد الأول من القرن الحادي والعشرين. قبل ذلك، كانت لعبة الكرة الرئيسية للمكفوفين في الكاميرون هي كرة التوربول. في تشرين الثاني 2003، أقيمت ورشة عمل لتطوير حكام كرة القدم المكفوفين لمدة ثلاثة أيام في الكاميرون.
شاركت لعبة كرة الهدف في بطولة الكاميرون للرياضات لذوي الاحتياجات الخاصة لعام 2006 التي أقيمت في المعهد العالي للشباب والرياضة. فاز فريق PROMHANDICAM بالبطولة بعد أن تغلب على فريق CJARC بنتيجة 17-9 في المباراة النهائية.
كان من المقرر أن تشارك الكاميرون في منافسات الرجال في بطولة العالم للكرة الطائرة IBSA 2007، لكنها انسحبت في اللحظة الأخيرة. في الألعاب الأفريقية الفرنكوفونية للمعاقين عام 2007 في نواكشوط ، موريتانيا، فازت الكاميرون بميدالية واحدة. في دورة الألعاب الأفريقية الفرنكوفونية للمعاقين 2009 في نيامي بالنيجر، عادت الكاميرون إلى الوطن برصيد 23 ميدالية، منها 10 ذهبيات و7 فضيات و6 برونزيات، واحتلت المركز الثالث في جدول الميداليات. شاركت إحدى عشرة دولة في هذا الحدث، وأرسلت الكاميرون 26 رياضيًا، من بينهم 8 رياضيين يعانون من ضعف البصر. غادر العداء باتريك أوا باكونجا، الذي يعاني من ضعف البصر، الألعاب بثلاث ميداليات ذهبية، حيث احتل المركز الأول في سباقات 100 متر و200 متر و400 متر.
لم يتم تصميم الكثير من البنية التحتية في الكاميرون مع مراعاة إمكانية الوصول للأشخاص ذوي الإعاقة. كانت القوانين موجودة في الكتب لسنوات عديدة وتتطلب أن تكون المرافق متاحة للأشخاص ذوي الإعاقات الجسدية والسمعية والبصرية. نادراً ما تم تطبيق هذه القوانين في كثير من الحالات، وغالباً ما كان ذلك نتيجة للجهل المتعلق بالتحديات التي يواجهها الأشخاص ذوو الإعاقة.
وفي عام 2010، تم إقرار قانون جديد في محاولة لضمان التزام أكبر وأفضل فيما يتعلق بجعل المباني في متناول الأشخاص ذوي الإعاقة. وعندما دخل قانون الإقامة لعام 2010 حيز التنفيذ، تم أيضًا إلغاء قانون عام 1983 المتعلق بحماية الأشخاص ذوي الإعاقة.
في عام 2011، تدرب الفريق الوطني لألعاب القوى لذوي الاحتياجات الخاصة على أرض مغطاة بالتراب في ملعب أومنيسبورت في ياوندي. في أعقاب الموسم المحلي 2011-2012، نظم نادي كامتيل ياوندي بطولة وطنية لكرة الهدف للرجال والسيدات. وشهد نهائي الرجال مواجهة بين روفينياك ونادي الشباب المكفوفين في الكاميرون. كانت المباراة متقاربة حيث خرج CJARC متقدما بنتيجة 4 - 3. وفي نهائي السيدات، فازت فادي على BGSA بنتيجة 13 - 3.
أقيم الموسم المحلي مرة أخرى في موسم 2013-2014. بعد انتهاء الموسم، استضافت كامتيل ياوندي بطولة النادي الوطني للرجال، بمشاركة أربعة فرق. كانت هذه الفرق هي نادي الكلية الإنجيلية لكرة الهدف في دوالا، نادي سيسبام لكرة الهدف في بافوسام، جبل الكاميرون بويا جول بول وPROMHANDICAM ياوندي.
في عام 2014، تم افتتاح مركز فني وطني لكرة القدم للمكفوفين في الكاميرون. تم ذلك كجزء من الجهود التي تبذلها IBSA لجلب موارد كرة القدم إلى أفريقيا للسماح بنمو الرياضة على أساس أفريقي ومدعوم، بدلاً من ذهاب الأوروبيين إلى أفريقيا لتطوير الرياضة دون بناء البنية التحتية المحلية. في عام 2014، شارك الرياضيون البارالمبيون من الكاميرون في سباق التتابع الملكي قبل دورة ألعاب الكومنولث 2014. وكان أحد الأسباب التي دفعتهم للمشاركة في التتابع هو محاولة جذب الانتباه إلى الرياضات البارالمبية في الكاميرون، والمساعدة في تغيير تصور الرياضات البارالمبية في بلدهم. كان الهدف هو محاولة جعل الناس يفكرون في الألعاب الرياضية لذوي الاحتياجات الخاصة باعتبارها رياضة طبيعية ومقبولة.
في أيلول 2016، في نهاية موسم الرياضة للمعاقين 2015-2016، أقيمت بطولة كأس كرة القدم الوطنية للمكفوفين. جمعت المباراة النهائية بين فريقي ديروفينياك وبرومانديكام ياوندي. خرج برومانديكام منتصراً بعد انتهاء المباراة بالتعادل 1 - 1 في الوقت الأصلي. وانتقلت المباراة إلى ركلات الترجيح، حيث سجل برومانديكام هدفين مقابل صفر لديروفينياك. بعد المباراة، تم تكريم تشارلز أتانجانا من ديروفينياك وأندريه ندو من برومانديكام لكونهما أفضل لاعب وأفضل هداف على التوالي.

## الحوكمة
الاتحاد الرياضي الكاميروني للأشخاص ذوي الإعاقة البصرية هي المنظمة الرياضية الوطنية للأشخاص ذوي الإعاقة البصرية. وهي واحدة من أربعة اتحادات أعضاء في اللجنة البارالمبية في الكاميرون وهي عضو في الاتحاد الدولي لرياضات المكفوفين.
يعود تاريخ المنظمة إلى عام 1999، عندما تم تأسيسها كجمعية رياضية للمكفوفين وضعاف البصر في الكاميرون. خلال عامي 2010 و2011، تغير وضعهم حيث تم الاعتراف بهم رسميًا بموجب القانون، مع تغير وضعهم داخل البنية التحتية الرياضية في الكاميرون. لقد شاركوا في تنظيم مسابقات كرة الهدف وكرة القدم للمكفوفين في الكاميرون.

## الأندية والجمعيات
تُدعم الرياضة للمكفوفين في الكاميرون من قبل الأندية والمدارس المحلية، بالإضافة إلى الأنشطة التي تُنظم في المؤتمرات والفعاليات الأخرى. نادي الشباب المكفوفين في الكاميرون هو جمعية مكرسة لدعم الشباب المكفوفين. يلعب النادي كرة الهدف وكرة الطوربول منذ أكثر من 20 عامًا. في عام 2006، دعم النادي عددًا من الأنشطة الرياضية للمكفوفين مثل ألعاب القوى، المصارعة الأفريقية، الجودو، وكرة الهدف. استمر النادي في دعم كرة الهدف للسيدات في الأعوام 2014 و2015 و2016.
جمعية أخرى تدعم الرياضات للأشخاص ذوي الإعاقة هي ياوندي. في عام 2004، كانت الجمعية تدعم كرة السلة على الكراسي المتحركة وكرة الهدف. في نفس العام، زار النادي الأمير الإنجليزي إدوارد.

## الفرق الرياضية الوطنية للمكفوفين والرياضيين الدوليين
مُثلت الكاميرون دوليًا في العديد من الرياضات للمكفوفين، بما في ذلك ألعاب القوى، كرة الهدف، وكرة القدم.

### ألعاب القوى
شاركت الكاميرون بوفد في سباق الجائزة الكبرى لألعاب القوى لذوي الإعاقة في دبي في عامي 2014 و2015. في كلا العامين، شارك أندريه ندو أنديمي، حيث فاز بسباق 100 متر للرجال T12 في 2014، وحصل على المركز الثاني في 2015. كما فاز العداء تشارلز كريستول أتانجانا نتساما، الذي يعاني من ضعف البصر، بثلاث ميداليات في 2015 من أصل ثلاثة عشر ميدالية حصلت عليها الكاميرون في الحدث. حصل على الميدالية الذهبية في سباق 100 متر للرجال T11 بزمن 12.03 ثانية، محققًا وقتًا تأهيليًا A لدورة الألعاب البارالمبية الصيفية 2016. في نسخة 2015، أرسلت الكاميرون وفدًا مكونًا من 11 رياضيًا ومرشدين. كما شاركت اللاعبتان إيرين نغونو نوح وهيرمين غيمو تالا لأول مرة مع المنتخب. تأهل ثلاثة رياضيين من ذوي الإعاقة البصرية لبطولة العالم لألعاب القوى لذوي الإعاقة 2015 ودورة الألعاب العالمية IBSA 2015 في جائزة دبي الكبرى، وهم كريستول تشارلز أتانجانا نتساما في سباقات 200 متر و400 متر، وأنديمي في سباق 200 متر للرجال T12، وباتريك أوا باكونجا في سباق 400 متر.
في عام 2016، كان لدى الكاميرون 39 رياضيًا مسجلاً لدى اللجنة البارالمبية الدولية، وكان من بينهم عدد من الرياضيين في فئات ضعف البصر T11 وT12 وT13.

### فريق كرة القدم للمكفوفين
يُطلق على الفريق لقب "أسود كرة القدم العمياء التي لا تقهر". في عامي 2015 و2016، كان المنتخب الوطني يضم 12 عضوًا يقودهم باتريك باكونجا أوا. من بين الأعضاء الآخرين في المنتخب الوطني لعامي 2015 و2016 نسانغو أرونا، كريستيان نيوبيا نجويا، تشارلز كريستول أتانغانا، أندريه باتريك أنديم ومحمد غاربا. تم تدريب الفريق من قبل لوسيان مبانجا في عامي 2015 و2016. قدم نادي الشباب المكفوفين في الكاميرون مسارًا تنمويًا لعدد من اللاعبين، حيث تم اختيار أربعة أعضاء من النادي للانضمام إلى المنتخب الوطني في وقت إنشائه.
استضافت مدينة دوالا في الكاميرون بطولة أفريقيا لكرة القدم للمكفوفين 2015 في أكتوبر/تشرين الأول من نفس العام. كانت البطولة بمثابة تصفيات لدورة الألعاب البارالمبية الصيفية 2016 في ريو. في النهائي، لعبت الكاميرون ضد المغرب وخسرت 0 - 2. شملت المنتخبات الأخرى المشاركة في البطولة مصر والسنغال ومالي. فوز المغرب على الكاميرون ضمن له مكانًا في دورة الألعاب الأولمبية في ريو. فازت الكاميرون في نصف النهائي على السنغال 2 - 0 وتأهلت إلى النهائيات.
ضمت قائمة الفريق في المباراة ضد السنغال كلًا من نيوبيا نجويا، وزوجنينج لونتسي فولبرت، وكازي جايتان، وإريك ميشيل بونفيو، وأنديمي باتريك ندو، وكريستول أتانجانا نتساما، وفرديناند أتانجانا نتساما، ومحمد جارجا، وبارتيك باكونجا أوا، ونسان جو أرونا، وكان مدربهم لوسيان مبونجا، ومرشدهم هو ويلي دجيبمو. بدأوا البطولة بفوز كبير على ساحل العاج 5 - 0 في دور المجموعات، ثم انتصروا على مالي 1 - 0. سجل كل من تشارلز كريستول أتانجانا وأندريه باتريك أنديمي ندو هدفين في المباراة الافتتاحية، بينما سجل القائد باتريك باكونجا أوا هدفًا في مباراة الفريق ضد ساحل العاج وآخر في مرمى مالي. كما شهد الكاميروني روجيه ميلا المباراة النهائية بين الكاميرون والمغرب. في مباراتهم الأخيرة في دور المجموعات ضد السنغال، فازوا 3 - 0، مما وضعهم في صدارة مجموعتهم.
تم تصنيف منتخب "أسود كرة القدم العمياء" دوليًا. في 1 يناير 2016، احتلوا المركز الرابع والعشرين عالميًا، بفارق نقطة واحدة خلف اليونان ونقطة واحدة أمام الهند. وفي 31 يوليو 2016، تراجعوا إلى المركز الخامس والعشرين على مستوى العالم، بفارق مركز واحد خلف جورجيا ومركز واحد أمام الهند.
منذ تأسيس الفريق، شارك العديد من اللاعبين في صفوفه.

### فرق كرة الهدف
شاركت الكاميرون في مسابقات كرة الهدف الدولية، حيث كانت لديها فرق وطنية للرجال والسيدات تنافست في البطولات الخارجية. في عام 2007، أرسلت الكاميرون فريقًا إلى دورة الألعاب الأفريقية، وشمل الفريق لاعبين مثل أندريه باتريك ندو أنديم وهيرفي بولين نومي نغوما ولوك يومبي كيفي وبولوم تيوفيل آر لو غراند. كما كانت كرة الهدف جزءًا من برنامج الألعاب الأفريقية الفرنكوفونية للمعاقين لعام 2008، التي كان من المقرر استضافتها في الكاميرون في يوليو، ولكن تم تأجيلها بسبب سوء حالة المرافق ونقص المعدات المناسبة. وبعد تأجيلها، أقيمت الألعاب في أغسطس. فاز منتخب الكاميرون لكرة الهدف للرجال بالميدالية الذهبية في هذا الحدث، بعد فوزه على جمهورية أفريقيا الوسطى 11 - 1 في المباراة الأولى و13 - 3 في مباراة الإياب.
في موسم كرة الهدف الصيفي 2016، كان لدى الكاميرون 13 لاعبًا مصنفًا دوليًا من قبل الاتحاد الدولي لرياضات المكفوفين (IBSA). مثل عدد من هؤلاء اللاعبين الكاميرون في مسابقات ألعاب القوى، بما في ذلك أندريه باتريك ندو أنديم وسيمون إدويج أماندي نجونو. وكان المدرب المساعد للمنتخب الوطني للسيدات هو باسكال إيلي مفوندو.